# Alfred Trannin
Alfred Trannin, né le 4 septembre 1842 à Courchelettes (Nord) et décédé le 29 octobre 1894 à  Lambres (Nord), est un homme politique français.

## Biographie
Distillateur et fabricant de sucre, maire de Lambres, président du conseil d'arrondissement, membre de la chambre de commerce, il est député de la 1re circonscription de Douai de 1889 à 1893, siégeant sur les bancs Républicains.

## Distinctions
- Chevalier de la Légion d'honneur par décret du 31 mai 1886[1].

## Sources
- Ressources relatives à la vie publique :   - base Léonore
  - Base Sycomore